# 日刊スポーツ映画大賞・石原裕次郎賞
日刊スポーツ映画大賞・石原裕次郎賞（にっかんスポーツえいがたいしょう・いしはらゆうじろうしょう）は、1988年に設立された日刊スポーツホールディングスが主催する映画賞である。一部メディアでは日スポ大賞と略されている。

## 概要
対象は前年の12月からその年の11月まで日本で劇場公開された優秀な映画である。受賞者は毎年11月末に発表され授賞式は12月末にホテルニューオータニの宴会場で行われ、前年度の受賞者がプレゼンターを務める。司会は元フジテレビアナウンサー露木茂が務めていた。受賞者に贈呈される盾には黒澤明が映画『夢』のために描いたコンテが第8回から使われている。第33回（2020年）以降の授賞式は新型コロナウイルスの感染拡大・再拡大の懸念から開催が見送られ、受賞作品と受賞者の発表のみとなる。第35回（2022年）以降司会も露木から同じ元フジテレビアナウンサーの笠井信輔に変更。
2021年の第34回は日刊スポーツ会員からの投票を反映させる「ファンが選ぶ最高作品賞」「ファンが選ぶ最高演技賞」が新設された。
石原裕次郎賞（いしはらゆうじろうしょう）・石原裕次郎新人賞（いしはらゆうじろうしんじんしょう）は、1987年に亡くなった日本を代表する映画スター石原裕次郎の遺志を引き継ぎ、日刊スポーツ映画大賞に併設された賞である。石原プロモーション（石原プロモーション解散後は石原音楽出版社）が運営に全面協力している。その年に最もファンの支持を得たスケールの大きな作品に贈られるのが石原裕次郎賞であり、裕次郎を彷彿とさせる将来性豊かなスクリーンデビュー5年以内の新人に贈られるのが石原裕次郎新人賞である。賞金はそれぞれ300万円、100万円となっている。

## 選考委員
2022年度の選考委員は以下の通り（五十音順）。
- 秋山登
- 安藤涼子
- 石飛徳樹
- 伊藤さとり
- 笠井信輔
- 神田紅
- 河内利江子
- 駒井尚文
- 品田英雄
- 寺脇研
- 福島瑞穂
- 三輪祐見子
- 渡辺武信
- 日刊スポーツ選考委員
  - 相原斎
  - 村上久美子
  - 大井義明
  - 村上幸将

## 歴代各賞

### 第1回（1988年度） - 第10回（1997年度）

#### 第1回（1988年度）
- 作品賞 『華の乱』（深作欣二）
- 監督賞 黒木和雄（『TOMORROW 明日』）
- 主演男優賞 渥美清（『男はつらいよ 寅次郎物語』）
- 主演女優賞 吉永小百合（『華の乱』）
- 助演男優賞 真田広之（『快盗ルビイ』）
- 助演女優賞 秋吉久美子（『男はつらいよ 寅次郎物語』『異人たちとの夏』）
- 新人賞 後藤久美子（『ラブ・ストーリーを君に』）
- 外国作品賞 『ラストエンペラー』（ベルナルド・ベルトルッチ）
- 石原裕次郎賞 『敦煌』（佐藤純弥）
- 石原裕次郎新人賞 緒形直人（『優駿 ORACION』） [6]

#### 第2回（1989年度）
- 作品賞 『黒い雨』（今村昌平）
- 監督賞 今村昌平（『黒い雨』）
- 主演男優賞 奥田瑛二（『千利休 本覺坊遺文』）
- 主演女優賞 十朱幸代（『ハラスのいた日々』『社葬』）
- 助演男優賞 板東英二（『あ・うん』）
- 助演女優賞 南果歩（『夢見通りの人々』『蛍』）
- 新人賞 
  - 北野武（『その男、凶暴につき』）
  - 宮沢りえ（『どっちにするの。』）
- 外国作品賞 『レインマン』（バリー・レヴィンソン）
- 石原裕次郎賞 『利休』（勅使河原宏）
- 特別賞 
  - 美空ひばり
  - 松田優作 [6]

#### 第3回（1990年度）
- 作品賞 『少年時代』（篠田正浩） [6]
- 監督賞 神山征二郎 [6]（『白い手』）
- 主演男優賞 原田芳雄 [6]（『浪人街』『われに撃つ用意あり』）[7]
- 主演女優賞 松坂慶子 [6]（『死の棘』）
- 助演男優賞 吉岡秀隆 [6]（『男はつらいよ ぼくの伯父さん』）
- 助演女優賞 小川真由美 [6]（『遺産相続』『白い手』）
- 新人賞 牧瀬里穂 [6]（『東京上空いらっしゃいませ』『つぐみ』）
- 外国作品賞 『ゴースト ニューヨークの幻』（ジェリー・ザッカー） [6]
- 石原裕次郎賞 『オーロラの下で』（後藤俊夫） [6]
- 石原裕次郎新人賞 加勢大周 [6]（『稲村ジェーン』）
- 特別賞 松田聖子 [6]（『どっちもどっち』）

#### 第4回（1991年度）
- 作品賞 『息子』（山田洋次）[6]
- 監督賞 山田洋次[6]（『息子』）
- 主演男優賞 三國連太郎[6]（『息子』）
- 主演女優賞 村瀬幸子[6]（『八月の狂詩曲』）
- 助演男優賞 永瀬正敏[6]（『息子』）
- 助演女優賞 和久井映見[6]（『息子』『就職戦線異状なし』）
- 新人賞 石田ひかり[6]（『ふたり』『咬みつきたい』）
- 外国作品賞 『ダンス・ウィズ・ウルブズ』（ケヴィン・コスナー）[6]
- 石原裕次郎賞 『大誘拐 RAINBOW KIDS』（岡本喜八）[6]
- 特別賞 今井正[6]（『戦争と青春』）

#### 第5回（1992年度）
- 作品賞 『シコふんじゃった。』（周防正行）[6][8]
- 監督賞 東陽一[6]（『橋のない川』）[8]
- 主演男優賞 原田芳雄[6]（『寝盗られ宗介』）[7][8]
- 主演女優賞 三田佳子[6]（『遠き落日』）[8]
- 助演男優賞 村田雄浩[6]（『ミンボーの女』『おこげ』）[8]
- 助演女優賞 中村玉緒[6]（『橋のない川』）[8]
- 新人賞 清水美砂[6]（『シコふんじゃった。』『未来の想い出 Last Christmas』『おこげ』）[8]
- 外国作品賞 『氷の微笑』（ポール・バーホーベン）[6][8]
- 石原裕次郎賞 『紅の豚』（宮崎駿）[6][8]
- 石原裕次郎新人賞 加藤雅也 [6]（『落陽』）[8]

#### 第6回（1993年度）
- 作品賞 『学校』（山田洋次）
- 監督賞 崔洋一（『月はどっちに出ている』）
- 主演男優賞 西田敏行（『学校』）
- 主演女優賞 岩下志麻（『新極道の妻たち 覚悟しいや』）
- 助演男優賞 田中健（『望郷』）
- 助演女優賞 竹下景子（『学校』『望郷』）
- 新人賞 萩原聖人（『学校』『教祖誕生』ほか
- 外国作品賞 『許されざる者』（クリント・イーストウッド）
- 石原裕次郎賞 『わが愛の譜 滝廉太郎物語』（澤井信一郎）
- 石原裕次郎新人賞 高嶋政伸（『虹の橋』『修羅場の人間学』）
- 特別賞 萩本欽一（『欽ちゃんのシネマジャック』） [6]

#### 第7回（1994年度）
- 作品賞 『忠臣蔵外伝 四谷怪談』（深作欣二）
- 監督賞 深作欣二（『忠臣蔵外伝 四谷怪談』）
- 主演男優賞 佐藤浩市（『忠臣蔵外伝 四谷怪談』『トカレフ』）
- 主演女優賞 高岡早紀（『忠臣蔵外伝 四谷怪談』）
- 助演男優賞 津川雅彦（『集団左遷』『忠臣蔵外伝 四谷怪談』）
- 助演女優賞 斎藤慶子（『東雲楼 女の乱』）
- 新人賞 鈴木京香（『119』）
- 外国作品賞 『シンドラーのリスト』（スティーヴン・スピルバーグ）
- 石原裕次郎賞 『ヒーローインタビュー』
- 石原裕次郎新人賞 木村拓哉（『シュート!』） [6]

#### 第8回（1995年度）
- 作品賞 『写楽』（篠田正浩）
- 監督賞 新藤兼人（『午後の遺言状』）
- 主演男優賞 真田広之（『写楽』ほか）
- 主演女優賞 杉村春子（『午後の遺言状』）
- 助演男優賞 植木等（『あした』）
- 助演女優賞 名取裕子（『マークスの山』）
- 新人賞 
  - 石井竜也（『河童』）
  - 岩井俊二（『Love Letter』）
- 外国作品賞 『スピード』（ヤン・デ・ボン）
- 石原裕次郎賞 『藏』（降旗康男）
- 特別賞 乙羽信子 [6]

#### 第9回（1996年度）
- 作品賞 『Shall we ダンス?』（周防正行）
- 監督賞 北野武（『キッズ・リターン』）
- 主演男優賞 役所広司（『Shall we ダンス?』ほか）
- 主演女優賞 浅丘ルリ子（『男はつらいよ 寅次郎紅の花』）
- 助演男優賞 渡哲也（『わが心の銀河鉄道 宮沢賢治物語』）
- 助演女優賞 草村礼子（『Shall we ダンス?』）
- 新人賞 安藤政信（『キッズ・リターン』）
- 外国作品賞 『デッドマン・ウォーキング』（ティム・ロビンス）
- 石原裕次郎賞 『学校II』（山田洋次）
- 特別賞 渥美清 [6]

#### 第10回（1997年度）
- 作品賞 『愛する』（熊井啓）[6][9]
- 監督賞 宮崎駿[6]（『もののけ姫』）[9]
- 主演男優賞 渡哲也[6]（『誘拐』）[9]
- 主演女優賞 黒木瞳[6]（『失楽園』）[9]
- 助演男優賞 西村雅彦[6]（『マルタイの女』『ラヂオの時間』）[9]
- 助演女優賞 鈴木京香[6]（『ラヂオの時間』）[9]
- 新人賞 酒井美紀[6]（『愛する』『誘拐』『流れ板七人』ほか）[9]
- 外国作品賞 『イングリッシュ・ペイシェント』（アンソニー・ミンゲラ）[6][9]
- 石原裕次郎賞 『もののけ姫』（宮崎駿） [6][9]

### 第11回（1998年度） - 第20回（2007年度）

#### 第11回（1998年度）
- 作品賞 『愛を乞うひと』（平山秀幸）[6][10]
- 監督賞 平山秀幸[6]（『愛を乞うひと』）[10]
- 主演男優賞 柄本明[6]（『カンゾー先生』）[10]
- 主演女優賞 大竹しのぶ[6]（『学校III』）[10]
- 助演男優賞 大杉漣[6]（『HANA-BI』ほか）[10]
- 助演女優賞 倍賞美津子[6]（『秘祭』『ラブ・レター』ほか）[10]
- 新人賞 SPEED[6]（『アンドロメディア』）[10]
- 外国作品賞 『L.A.コンフィデンシャル』（カーティス・ハンソン）[6][10]
- 石原裕次郎賞 『HANA-BI』（北野武）[6][10]
- 特別賞 黒澤明 [6][10]

#### 第12回（1999年度）
- 作品賞 『鉄道員 (ぽっぽや)』（降旗康男）[11]
- 監督賞 深作欣二（『おもちゃ』）[11]
- 主演女優賞 富司純子（『おもちゃ』）[11]
- 主演男優賞 本木雅弘（『双生児』）[11]
- 助演女優賞 田中裕子（『お受験』『大阪物語』）[11]
- 助演男優賞 椎名桔平（『金融腐蝕列島 呪縛』ほか）[11]
- 新人賞 広末涼子（『鉄道員 (ぽっぽや)』『秘密』）[11]
- 外国作品賞 『エリザベス』[11]（シェカール・カプール）
- 石原裕次郎賞 『梟の城』（篠田正浩） [6][11]

#### 第13回（2000年度）
- 作品賞 『十五才 学校IV』（山田洋次）[6][12]
- 監督賞 阪本順治[6]（『新・仁義なき戦い。』『顔』）[12]
- 主演男優賞 寺尾聰[6]（『雨あがる』）[12]
- 主演女優賞 吉永小百合[6]（『長崎ぶらぶら節』）[12]
- 助演男優賞 丹波哲郎[6]（『十五才 学校IV』）[12]
- 助演女優賞 大楠道代[6]（『顔』）[12]
- 新人賞 深田恭子[6]（『死者の学園祭』）[12]
- 外国作品賞 『グラディエーター』（リドリー・スコット）[6][12]
- 石原裕次郎賞 『ホワイトアウト』（若松節朗） [6][12]

#### 第14回（2001年度）
- 作品賞 『千と千尋の神隠し』（宮崎駿）[6][13]
- 監督賞 行定勲[6]（『GO』）[13]
- 主演男優賞 竹中直人[6]（『三文役者』『連弾』）[13]
- 主演女優賞 岸惠子[6]（『かあちゃん』）[13]
- 助演男優賞 山﨑努[6]（『GO』）[13]
- 助演女優賞 天海祐希[6]（『連弾』）[13]
- 新人賞 柴咲コウ[6]（『バトル・ロワイアル』『GO』）[13]
- 外国作品賞 『リトル・ダンサー』（スティーブン・ダルドリー）[6][13]
- 石原裕次郎賞 『ホタル』（降旗康男）[6][13]
- 石原裕次郎新人賞 窪塚洋介[6]（『GO』） [13]

#### 第15回（2002年度）
- 作品賞 『たそがれ清兵衛[6]』（山田洋次[14]）
- 監督賞 山田洋次（『たそがれ清兵衛[6]』）
- 主演女優賞 鈴木京香[6]（『竜馬の妻とその夫と愛人』ほか）
- 主演男優賞 真田広之[6]（『たそがれ清兵衛』[14]）
- 助演女優賞 宮沢りえ[6]（『たそがれ清兵衛』[14]）
- 助演男優賞 香川照之[6]（（『OUT』『KT』『刑務所の中』[14]）
- 新人賞 宮崎あおい[6]（『害虫』など）
- 外国作品賞 『息子の部屋[6]』（ナンニ・モレッティ）
- 石原裕次郎賞 『陽はまた昇る[6]』（佐々部清）
- 石原裕次郎新人賞 長瀬智也[6]（『ソウル』） [6]

#### 第16回（2003年度）
- 作品賞 『阿修羅のごとく』（森田芳光）[6][15]
- 監督賞 北野武[6]（『座頭市』）[15]
- 主演男優賞 中井貴一[6]（『壬生義士伝』）[15]
- 主演女優賞 寺島しのぶ[6]（『赤目四十八瀧心中未遂』）[15]
- 助演男優賞 菅原文太[6]（『わたしのグランパ』）[15]
- 助演女優賞 八千草薫[6]（『阿修羅のごとく』）[15]
- 新人賞 石原さとみ[6]（『わたしのグランパ』）[15]
- 外国作品賞 『戦場のピアニスト』（ロマン・ポランスキー）[6][15]
- 石原裕次郎賞 『踊る大捜査線 THE MOVIE 2 レインボーブリッジを封鎖せよ!』（本広克行） [6][15]

#### 第17回（2004年度）
- 作品賞 『血と骨』（崔洋一）[6][16]
- 監督賞 黒木和雄[6]（『父と暮せば』『美しい夏キリシマ』）[16]
- 主演男優賞 ビートたけし[6]（『血と骨』）[16]
- 主演女優賞 小雪[6]（『嗤う伊右衛門』）[16]
- 助演男優賞 中村獅童[6]（『いま、会いにゆきます』）[16]
- 助演女優賞 鈴木京香[6]（『血と骨』）[16]
- 新人賞 長澤まさみ[6]（『世界の中心で、愛をさけぶ』）[16]
- 外国作品賞 『ラスト サムライ』（エドワード・ズウィック）[6][16]
- 石原裕次郎賞 『半落ち』（佐々部清）[6][16]
- 石原裕次郎新人賞 オダギリジョー[6]（『血と骨』） [16]

#### 第18回（2005年度）
- 作品賞 『パッチギ!』（井筒和幸）
- 監督賞 犬童一心（『タッチ』『メゾン・ド・ヒミコ』）
- 主演男優賞 市川染五郎（『蟬しぐれ』『阿修羅城の瞳』）
- 主演女優賞 小泉今日子（『空中庭園』）
- 助演男優賞 堤真一（『ALWAYS 三丁目の夕日』『フライ、ダディ、フライ』）
- 助演女優賞 薬師丸ひろ子（『ALWAYS 三丁目の夕日』）
- 新人賞 沢尻エリカ（『パッチギ!』）
- 外国作品賞 『ミリオンダラー・ベイビー』（クリント・イーストウッド）
- 石原裕次郎賞 『ALWAYS 三丁目の夕日』（山崎貴） [6]

#### 第19回（2006年度）
- 作品賞 『フラガール』（李相日）[6][17]
- 監督賞 根岸吉太郎[6]（『雪に願うこと』）[17]
- 主演男優賞 渡辺謙[6]（『明日の記憶』）[17]
- 主演女優賞 松雪泰子[6]（『フラガール』）[17]
- 助演男優賞 大沢たかお[6]（『地下鉄に乗って』『7月24日通りのクリスマス』）[17]
- 助演女優賞 富司純子[6]（『フラガール』）[17]
- 新人賞 蒼井優[6]（『フラガール』『男たちの大和/YAMATO』『ハチミツとクローバー』『虹の女神』）[17]
- 外国作品賞 『ブロークバック・マウンテン』（アン・リー）[6][17]
- 石原裕次郎賞 『男たちの大和/YAMATO』（佐藤純彌）[6][17]
- 石原裕次郎新人賞 岡田准一[6]（『花よりもなほ』『木更津キャッツアイ ワールドシリーズ』）[17]
- 特別賞 今村昌平 [6][17]

#### 第20回（2007年度）
- 作品賞 『それでもボクはやってない』（周防正行）[6][18]
- 監督賞 周防正行（『それでもボクはやってない』） [6][18]
- 主演男優賞 木村拓哉 [6]（『武士の一分』）[18]
- 主演女優賞 竹内結子 [6]（『サイドカーに犬』）[18]
- 助演男優賞 笹野高史 [6]（『武士の一分』）[18]
- 助演女優賞 樹木希林 [6]（『東京タワー 〜オカンとボクと、時々、オトン〜』）[18]
- 新人賞 新垣結衣 [6]（『ワルボロ』『恋空』）[18]
- 外国作品賞 『硫黄島からの手紙』（クリント・イーストウッド）[6][18]
- 石原裕次郎賞 『武士の一分』（山田洋次） [6][18]
- ファン大賞
  - 『HERO』（鈴木雅之） [6][18]
  - 『パイレーツ・オブ・カリビアン/ワールド・エンド』（ゴア・ヴァービンスキー） [6][18]
- 功労賞 北野武[18]、鈴木京香[18]

### 第21回（2008年度） - 第30回（2017年度）

#### 第21回（2008年度）
- 作品賞 『おくりびと』（滝田洋二郎）[19]
- 監督賞 滝田洋二郎（『おくりびと』）[19]
- 主演男優賞 中居正広（『私は貝になりたい』）[19]
- 主演女優賞 綾瀬はるか（『ICHI』『僕の彼女はサイボーグ』『ハッピーフライト』）[19]
- 助演男優賞 堺雅人（『クライマーズ・ハイ』『アフタースクール』）[19]
- 助演女優賞 夏川結衣（『歩いても 歩いても』）[19]
- 新人賞 夏帆（『うた魂♪』[19]『東京少女』[19]『砂時計』）
- 外国作品賞 『ノーカントリー』（コーエン兄弟）[19]
- 石原裕次郎賞 『クライマーズ・ハイ』（原田眞人）[19]
- 石原裕次郎新人賞 松田翔太（『イキガミ』『花より男子ファイナル』）[19]
- ファン大賞
  - 『私は貝になりたい』（福沢克雄）[19]
  - 『レッドクリフ Part I』（ジョン・ウー）　[19]

#### 第22回（2009年度）
- 作品賞 『ディア・ドクター』（西川美和）
- 監督賞 西川美和（『ディア・ドクター』）
- 主演男優賞 笑福亭鶴瓶（『ディア・ドクター』）
- 主演女優賞 松たか子（『ヴィヨンの妻 〜桜桃とタンポポ〜』）
- 助演男優賞 三浦友和（『沈まぬ太陽』）
- 助演女優賞 余貴美子（『ディア・ドクター』）
- 新人賞 岡田将生（『僕の初恋をキミに捧ぐ』『重力ピエロ』ほか）
- 外国作品賞 『母なる証明』（ポン・ジュノ）
- 石原裕次郎賞 『劒岳 点の記』（木村大作）
- 特別賞 森繁久彌
- ファン大賞
  - 『ごくせん THE MOVIE』（佐藤東弥）
  - 『マイケル・ジャクソン THIS IS IT』（マイケル・ジャクソン、ケニー・オルテガ） [20]

#### 第23回（2010年度）
- 作品賞 『悪人』（李相日）[21]
- 監督賞 三池崇史（『十三人の刺客』）[21]
- 主演男優賞 妻夫木聡（『悪人』）[21]
- 主演女優賞 深津絵里（『悪人』）[21]
- 助演男優賞 稲垣吾郎（『十三人の刺客』）[21]
- 助演女優賞 蒼井優（『おとうと』）[21]
- 新人賞 仲里依紗（『ゼブラーマン -ゼブラシティの逆襲-』『時をかける少女』）[21]
- 外国作品賞 『ハート・ロッカー』（キャスリン・ビグロー）[21]
- 石原裕次郎賞 『THE LAST MESSAGE 海猿』（羽住英一郎）[21]
- 石原裕次郎新人賞 高良健吾（『ソラニン』『ボックス!』『ケンタとジュンとカヨちゃんの国』『おにいちゃんのハナビ』）[21]
- ファン大賞
  - 『BANDAGE バンデイジ』（小林武史 ）[21]
  - 『アバター』（ジェームズ・キャメロン） [21]

#### 第24回（2011年度）
- 作品賞 『一枚のハガキ』（新藤兼人）
- 監督賞 新藤兼人（『一枚のハガキ』）
- 主演男優賞 松山ケンイチ（『マイ・バック・ページ』『GANTZ』『うさぎドロップ』『ノルウェイの森』）
- 主演女優賞 宮崎あおい（『ツレがうつになりまして。』『神様のカルテ』）
- 助演男優賞 西田敏行（『探偵はBARにいる』『はやぶさ/HAYABUSA』『ステキな金縛り』）
- 助演女優賞 加賀まり子（『洋菓子店コアンドル』『神様のカルテ』）
- 新人賞 井上真央（『太平洋の奇跡 -フォックスと呼ばれた男-』『八日目の蝉』）
- 外国作品賞 『英国王のスピーチ』（トム・フーパー）
- 石原裕次郎賞 『探偵はBARにいる』（橋本一）
- ファン大賞 『SPACE BATTLESHIP ヤマト』（山崎貴） [22]

#### 第25回（2012年度）
- 作品賞 『終の信託』（周防正行）
- 監督賞 内田けんじ（『鍵泥棒のメソッド』）
- 主演男優賞 高倉健（『あなたへ』）
- 主演女優賞 吉永小百合（『北のカナリアたち』）
- 助演男優賞 森山未來（『北のカナリアたち』ほか）
- 助演女優賞 樹木希林（『わが母の記』『ツナグ』）
- 新人賞 武井咲（『愛と誠』『るろうに剣心』）
- 外国作品賞 『最強のふたり』（エリック・トレダノ、オリヴィエ・ナカシュ）[23]
- 石原裕次郎賞 『あなたへ』（降旗康男）
- 石原裕次郎新人賞 松坂桃李（『ツナグ』『麒麟の翼 -劇場版・新参者-』）
- 特別賞 新藤兼人
- ファン大賞 『黄金を抱いて翔べ』（井筒和幸） [6][24]

#### 第26回（2013年度）
- 作品賞 『舟を編む』（石井裕也）
- 監督賞 是枝裕和（『そして父になる』）
- 主演男優賞 松田龍平（『舟を編む』）
- 主演女優賞 真木よう子（『さよなら渓谷』）
- 助演男優賞 リリー・フランキー（『凶悪』『そして父になる』）
- 助演女優賞 伊藤蘭（『少年H』）
- 新人賞 黒木華（『草原の椅子』『舟を編む』ほか）
- 外国作品賞 『レ・ミゼラブル』（トム・フーパー）[25]
- 石原裕次郎賞 『少年H』（降旗康男）
- ファン大賞 『陽だまりの彼女』（三木孝浩） [6]

#### 第27回（2014年度）
- 作品賞 『永遠の0』（山崎貴）
- 監督賞 山崎貴（『永遠の0』『STAND BY ME ドラえもん』）
- 主演男優賞 岡田准一（『永遠の0』『蜩ノ記』）
- 主演女優賞 宮沢りえ（『紙の月』）
- 助演男優賞 池松壮亮（『海を感じる時』『紙の月』『ぼくたちの家族』）
- 助演女優賞 広末涼子（『想いのこし』『柘榴坂の仇討』）
- 新人賞 能年玲奈（『ホットロード』）
- 外国作品賞 『アナと雪の女王』（クリス・バック、ジェニファー・リー）
- 石原裕次郎賞 『るろうに剣心』（大友啓史）
- 石原裕次郎新人賞 東出昌大（『寄生獣』『クローズEXPLODE』）
- 石原裕次郎特別功労賞 福本清三
- ファン大賞 『永遠の0』（山崎貴） [6]

#### 第28回（2015年度）
- 作品賞 『ソロモンの偽証』（成島出）[6]
- 監督賞 原田眞人（『日本のいちばん長い日』『駆込み女と駆出し男』）[6][26]
- 主演男優賞 高良健吾（『悼む人』『きみはいい子』）[6]
- 主演女優賞 綾瀬はるか（『海街diary』）[6]
- 助演男優賞 本木雅弘（『日本のいちばん長い日』『天空の蜂』）[6]
- 助演女優賞 長澤まさみ（『海街diary』）[6]
- 新人賞 広瀬すず（『海街diary』）[6]
- 外国作品賞 『セッション』（デミアン・チャゼル）[6]
- 石原裕次郎賞 『日本のいちばん長い日』（原田眞人）[6]
- 特別功労賞 品田雄吉[6]
- ファン大賞 『ジョーカー・ゲーム』（入江悠） [6]

#### 第29回（2016年度）
- 作品賞 『64 -ロクヨン-』（瀬々敬久）[6][27]
- 監督賞 新海誠（『君の名は。』）[6][27]
- 主演男優賞 佐藤浩市（『64 -ロクヨン-』）[6][27]
- 主演女優賞 宮沢りえ（『湯を沸かすほどの熱い愛』）[6][27]
- 助演男優賞 妻夫木聡（『怒り』『ミュージアム』）[6][27]
- 助演女優賞 宮崎あおい（『怒り』『バースデーカード』）[6][28]
- 新人賞 有村架純（『何者』『夏美のホタル』『アイアムアヒーロー』『僕だけがいない街』）[6][29]
- 外国作品賞 『スポットライト 世紀のスクープ』（トム・マッカーシー）[6][27]
- 石原裕次郎賞 『さらば あぶない刑事』（村川透） [6][27]

#### 第30回（2017年度）
- 作品賞 『あゝ、荒野』（岸善幸）[6][30]
- 監督賞 石井裕也（『映画 夜空はいつでも最高密度の青色だ』）[6][30]
- 主演男優賞 菅田将暉（『あゝ、荒野』『キセキ―あの日のソビト―』『帝一の國』『火花』）[6][30]
- 主演女優賞 蒼井優（『彼女がその名を知らない鳥たち』『アズミ・ハルコは行方不明』）[6][30]
- 助演男優賞 役所広司（『関ヶ原』『三度目の殺人』）[6][30]
- 助演女優賞 尾野真千子（『ナミヤ百貨店の奇蹟』）[6][30]
- 新人賞 浜辺美波（『君の膵臓をたべたい』『亜人』）[6][31]
- 外国作品賞 『ダンケルク』（クリストファー・ノーラン）[6][30]
- 石原裕次郎賞 『アウトレイジ 最終章』（北野武）[6][30]
- 石原裕次郎新人賞 竹内涼真（『帝一の國』） [6][30]

### 第31回（2018年度） -

#### 第31回（2018年度）
- 作品賞 『万引き家族』（是枝裕和）
- 監督賞 白石和彌（『サニー/32』『孤狼の血』『止められるか、俺たちを』）
- 主演男優賞 松坂桃李（『不能犯』『娼年』）
- 主演女優賞 安藤サクラ（『万引き家族』）
- 助演男優賞 高橋一生（『嘘を愛する女』『空飛ぶタイヤ』『億男』）
- 助演女優賞 樹木希林（『万引き家族』『モリのいる場所』『日日是好日』）
- 新人賞 平手友梨奈（『響 -HIBIKI-』）
- 外国作品賞 『スリー・ビルボード』（マーティン・マクドナー）
- 石原裕次郎賞 『カメラを止めるな!』（上田慎一郎）
- 石原裕次郎新人賞 岩田剛典（『去年の冬、きみと別れ』『Vision』『パーフェクトワールド 君といる奇跡』） [6]

#### 第32回（2019年度）
- 作品賞 『新聞記者』（藤井道人）
- 監督賞 真利子哲也（『宮本から君へ』）
- 主演男優賞 池松壮亮（『宮本から君へ』）
- 主演女優賞 松岡茉優（『蜜蜂と遠雷』）
- 助演男優賞 渋川清彦（『半世界』『WE ARE LITTLE ZOMBIES』『閉鎖病棟 -それぞれの朝-』）
- 助演女優賞 市川実日子（『お父さん、チビがいなくなりました』『よこがお』）
- 新人賞 清原果耶（『愛唄 -約束のナクヒト-』『デイアンドナイト』『いちごの唄』
- 外国作品賞 『グリーンブック』（ピーター・ファレリー）
- 石原裕次郎賞 『アルキメデスの大戦』（山崎貴）
- 石原裕次郎新人賞 成田凌（『チワワちゃん』『翔んで埼玉』『愛がなんだ』『さよならくちびる』『人間失格 太宰治と3人の女たち』） [6]

#### 第33回（2020年度）
- 作品賞 『罪の声』（土井裕泰）[32]
- 監督賞 黒沢清（『スパイの妻』）[32]
- 主演男優賞 小栗旬（『罪の声』）[32]
- 主演女優賞 長澤まさみ（『MOTHER マザー』『コンフィデンスマンJP プリンセス編』）[32]
- 助演男優賞 妻夫木聡（『浅田家!』『Red』『一度も撃ってません』など）[32]
- 助演女優賞 渡辺真起子（『浅田家!』『37セカンズ』など』）[32]
- 新人賞 服部樹咲（『ミッドナイトスワン』）[32]
- 外国作品賞 『はちどり』（キム・ボラ）[32]
- 石原裕次郎賞 『劇場版 鬼滅の刃 無限列車編』（外崎春雄）[32]
- 石原裕次郎新人賞 岡田健史（『望み』『弥生、三月-君を愛した30年-』『ドクター・デスの遺産ｰBLACK FILEｰ』）[32]
- 特別賞 渡哲也[32]

#### 第34回（2021年度）
- 作品賞 『ドライブ・マイ・カー』（濱口竜介）[33]
- 監督賞 吉田恵輔（『空白』[33]、『BLUE/ブルー』[34]）
- 主演男優賞 西島秀俊（『ドライブ・マイ・カー』[33]、『きのう何食べた?』[34]）
- 主演女優賞 天海祐希（『老後の資金がありません!』）[33]
- 助演男優賞 鈴木亮平（『孤狼の血 LEVEL2』『燃えよ剣』『土竜の唄 FINAL』）[33]
- 助演女優賞 清原果耶（『護られなかった者たちへ』）[33]
- 新人賞 駒井蓮（『いとみち』『科捜研の女 -劇場版-』）[33]
- 外国作品賞 『ノマドランド』（クロエ・ジャオ）[34]
- 石原裕次郎賞 『燃えよ剣』（原田眞人）[33]
- 石原裕次郎新人賞 眞栄田郷敦（『ヒノマルソウル〜舞台裏の英雄たち〜』『東京リベンジャーズ』） [33]
- ファンが選ぶ最高作品賞『天外者』（田中光敏）[33]
- ファンが選ぶ最高演技賞 三浦春馬（『天外者』）[33]

#### 第35回（2022年度）
- 作品賞 『ハケンアニメ!』（吉野耕平）[35]
- 監督賞 李相日（『流浪の月』）[35]
- 主演男優賞 阿部寛（『とんび』『異動辞令は音楽隊!』）[35]
- 主演女優賞 倍賞千恵子（『PLAN75』）[35]
- 助演男優賞 柄本佑（『ハケンアニメ!』『川っぺりムコリッタ』『夜明けまでバス停で』）[35]
- 助演女優賞 清野菜名（『キングダム2 遥かなる大地へ』『異動辞令は音楽隊!』『ある男』）[35]
- 新人賞 河合優実（『冬薔薇』『PLAN75』『ある男』『女子高生に殺されたい』）[36]
- 外国作品賞 『トップガン マーヴェリック』（ジョセフ・コシンスキー）[35]
- 石原裕次郎賞 『キングダム2 遥かなる大地へ』（佐藤信介）[35]
- 石原裕次郎新人賞 道枝駿佑（『今夜、世界からこの恋が消えても』）[37]
- ファンが選ぶ最高作品賞『今夜、世界からこの恋が消えても』（三木孝浩）[37]
- ファンが選ぶ最高演技賞 道枝駿佑（『今夜、世界からこの恋が消えても』）[37]

#### 第36回（2023年度）
- 作品賞 『月』（石井裕也）[38]
- 監督賞 石井裕也（『月』『愛にイナズマ』）[39]
- 主演男優賞 鈴木亮平（『エゴイスト』『劇場版TOKYO MER〜走る緊急救命室〜』）[40]
- 主演女優賞 松岡茉優（『愛にイナズマ』）[41]
- 助演男優賞 磯村勇斗（『最後まで行く』『波紋』『渇水』『月』『正欲』）[42]
- 助演女優賞 二階堂ふみ（『月』）[43]
- 新人賞 井上雄彦（『THE FIRST SLAM DUNK』）[44]
- 外国作品賞 『バービー』（グレタ・ガーウィグ）[45]
- 石原裕次郎賞 『THE FIRST SLAM DUNK』（井上雄彦）[46]
- 石原裕次郎新人賞 宮沢氷魚（『エゴイスト』『はざまに生きる、春』）[47]
- ファンが選ぶ最高作品賞『Gメン』（瑠東東一郎）[48]
- ファンが選ぶ最高演技賞 岸優太（『Gメン』）[48]

#### 第37回（2024年度）
- 作品賞 『侍タイムスリッパー』（安田淳一）[49]
- 監督賞 安田淳一（『侍タイムスリッパー』)[50]
- 主演男優賞 山口馬木也（『侍タイムスリッパー』）[51]
- 主演女優賞 草笛光子（『 九十歳。何がめでたい』）[52]
- 助演男優賞 藤竜也（『大いなる不在』）[53]
- 助演女優賞 山田杏奈（『ゴールデンカムイ』『正体』）[54]
- 新人賞 中西希亜良（『ぼくのお日さま』）[55]
- 外国作品賞 『関心領域』（ジョナサン・グレイザー）[56]
- 石原裕次郎賞 『ラストマイル』（塚原あゆ子）[57]
- 石原裕次郎新人賞 齋藤潤（『カラオケ行こ!』『瞼の転校生』『室井慎次 敗れざる者』『室井慎次 生き続ける者』）[58]
- ファンが選ぶ最高作品賞『夜明けのすべて』（三宅唱）[59]
- ファンが選ぶ最高演技賞 松村北斗（『夜明けのすべて』）[59]
- 特別賞 西田敏行[60]

## 備考
2014年は福本清三に石原裕次郎特別功労賞が贈られた。